# Hermann von Mangoldt
Hermann Hans von Mangoldt (* 18. November 1895 in Aachen; † 24. Februar 1953 in Kiel) war ein deutscher Rechtswissenschaftler und Politiker (CDU). In der Nachkriegszeit war er von Juni bis November 1946 Innenminister des Landes Schleswig-Holstein.

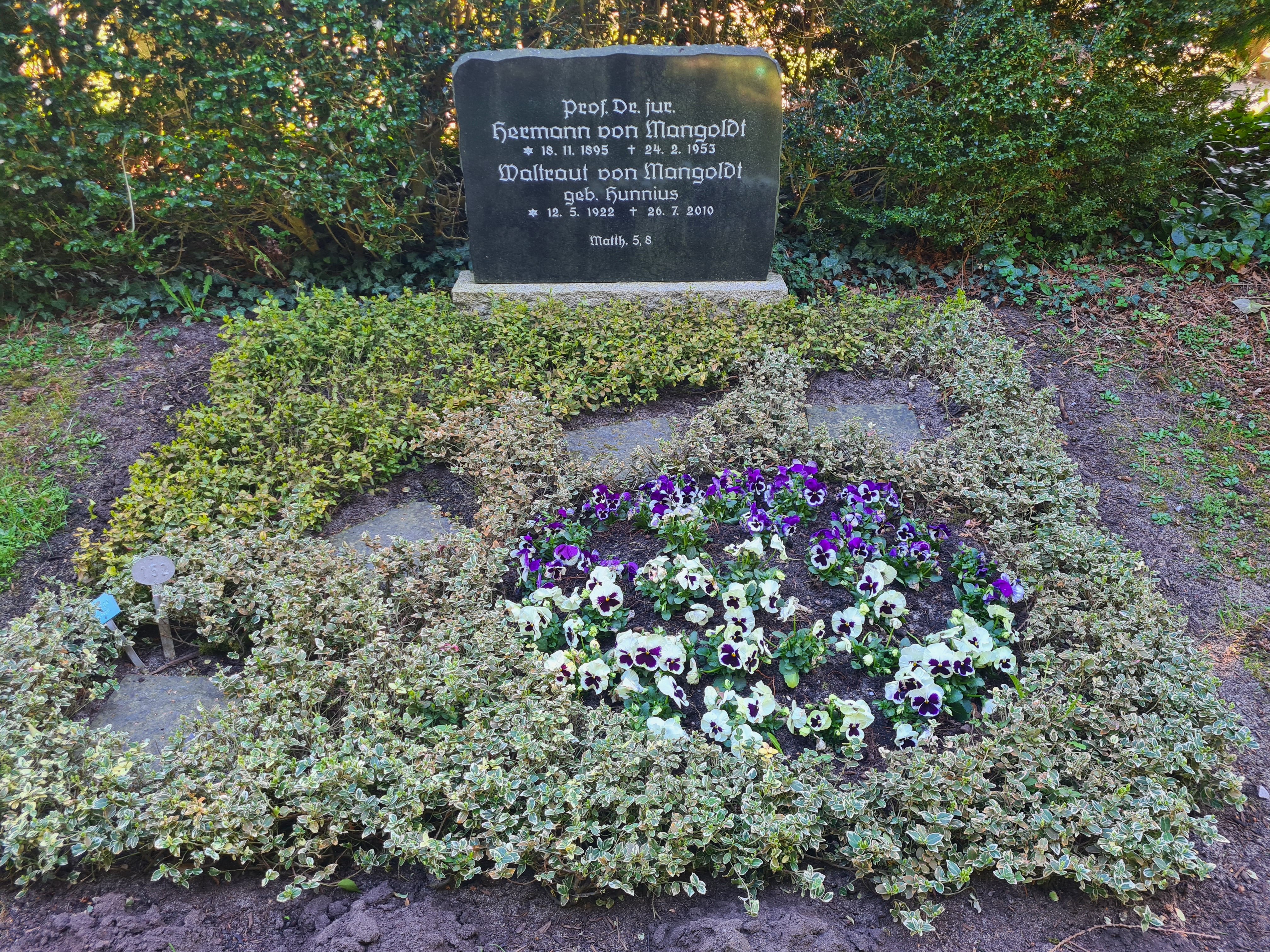
Das Grab von Hermann von Mangoldt und seiner Ehefrau Waltraut geborene Hunnius auf dem Nordfriedhof (Kiel)

## Frühe Jahre und Ausbildung
Hermann von Mangoldt entstammte dem alten osterländischen Adelsgeschlecht von Mangoldt aus Poserna bei Weißenfels (Sachsen-Anhalt) und war der Sohn des königlich preußischen Geheimen Regierungsrats Hans von Mangoldt (1854–1925), Professor der Mathematik an der Technischen Hochschule Danzig, und der Gertrud Sauppe (1860–1946), der Tochter des Göttinger Professors der Klassischen Philologie Hermann Sauppe (1809–1893).
Nach dem Abitur in Danzig diente Mangoldt ab April 1914 bei der Kaiserlichen Marine. Er nahm am ganzen Ersten Weltkrieg teil, zuletzt als Kommandant eines Torpedoboots. Er studierte Bauingenieurwesen an der TH Danzig und trat im September 1919 in den Polizeidienst beim Reichswasserschutz ein.
Ab 1922 absolvierte er neben dem Beruf ein Studium der Rechtswissenschaft, welches er nach seinem Ausscheiden aus dem Polizeidienst 1926 mit dem ersten juristischen Staatsexamen beendete. Nach Ableistung des Referendariats bestand er das zweite juristische Staatsexamen.
1928 promovierte er an der Albertus-Universität Königsberg zum Dr. jur.

## Hochschullehrer

### Wirken während des Nationalsozialismus
1933 war Mangoldt ohne feste Stellung. Anfang 1934 trat er dem Bund Nationalsozialistischer Deutscher Juristen, dem späteren Nationalsozialistischen Rechtswahrerbund, bei.

### Königsberg
1934 habilitierte Mangoldt sich in Königsberg mit der Arbeit Geschriebene Verfassung und Rechtssicherheit in den Vereinigten Staaten von Amerika. 1935 wurde er apl. Professor an der Universität Königsberg.

### Tübingen
Im selben Jahr ging Mangoldt an die Eberhard-Karls-Universität Tübingen, die ihn 1939 als ordentlichen Professor für Öffentliches Recht berief. 1939 veröffentlichte er in der Württembergischen Verwaltungszeitschrift, deren Herausgeber der Staatssekretär Karl Waldmann war, die rechtsvergleichende Betrachtung Rassenrecht und Judentum, in welcher er unter Bezug auf Hitlers Mein Kampf die rechtlichen Grundlagen der Nürnberger Gesetze mit den Verfassungen der angelsächsischen Länder verglich:

„Die Geschichte der Völker aller Kontinente zeigt deutlich die Gefahren, die aus einer Vermischung des eigenen mit stark artfremdem Blute drohen. Immer wieder haben daher die Völker zu den einschneidenden Maßnahmen gegriffen, um einer solchen Überfremdung vorzubeugen. Niemals vorher ist die ganze Frage aber mit der gleichen Schärfe wie heute im Dritten Reiche und in einzelnen anderen mitteleuropäischen Ländern als Rassenproblem erkannt und gleichzeitig auch in der Gesetzgebung als solches behandelt worden. […]
Sucht man nach einer Erklärung für diese Ausgestaltung unserer Rassenrechte, so ist sie rasch in den in Mitteleuropa gegebenen Bevölkerungsverhältnissen gefunden. Die Gefahr der Rassenüberfremdung drohte hier ernstlich nur von den Juden. Kein anderes artfremdes Volk hat in diesem Raume auch nur annähernd so hohe Zahlen wie sie erreicht.[…]
Diese Gesetzgebung hält im übrigen auch nach der ethischen Seite jeden Vergleich mit den Maßnahmen der angelsächsischen Welt aus. Keineswegs handelt es sich bei ihr, wie das immer wieder vom Auslande behauptet wird, nur um eine jeder höheren Ideale bare Reaktion auf eine Vergangenheit, in der sich das artfremde Volk der Juden im politischen Geschehen, in allen wirtschaftlichen und kulturellen Dingen einen ihm nicht zukommenden Einfluss anmaßte. Gewiß sind diese artfremden Einflüsse mit zunehmender Intensität, und zwar zuerst dem deutschen Volke immer unerträglicher geworden, und es war kein Wunder, daß unter solchen Umständen der Ruf nach einem Zurück zu einem arteigenen politischen Leben, zu einer arteigenen Kunst und Wissenschaft immer lauter ertönte. Entscheidend sind diese Gründe für die Einführung des Rassenrechts indes nicht gewesen. Vielmehr werden mit ihm ganz andere, und zwar hohe ethische Ziele verfolgt. Die durch diese Gesetze gesicherte Reinerhaltung des Blutes ist nicht Selbstzweck, sondern wie der Führer im Kampf (S. 434) gesagt hat, ‚ist der höchste Zweck des völkischen Staates die Sorge um die Erhaltung derjenigen rassischen Urelemente, die, als kulturspendend, die Schönheit und Würde eines höheren Menschentums schaffen‘.“

Sein wissenschaftliches Hauptwerk dieser Zeit bildet die 1938 erschienene Schrift Rechtsstaatsgedanke und Regierungsformen in den Vereinigten Staaten von Amerika. Die Arbeit führt die Habilitationsschrift fort und bezieht die geistigen Grundlagen des amerikanischen Verfassungslebens mit ein. Zu diesem Werk hat W. Strauß in seinem Nachruf geschrieben: „Wie einst Jonathan Swift die Zustände seiner Zeit auf dem Umweg über Gullivers Reisen spiegeln musste, so konnte von Mangoldt die geistigen und verfassungsrechtlichen Grundlagen der bürgerlichen Freiheit deutschen Lesern in jenen Jahren nur an Hand eines ausländischen Vorbilds nahebringen.“

### Jena und Kiel
1941 folgte Mangoldt dem Ruf der Friedrich-Schiller-Universität Jena und 1943 dem der Christian-Albrechts-Universität Kiel auf den Lehrstuhl für Öffentliches Recht. An der Universität Kiel war er ab 1943 auch Direktor des Instituts für internationales Recht. Die Wahrnehmung der Hochschullehreraufgaben war jedoch zwischen 1939 und 1944 wegen Kriegsteilnahme (als Korvettenkapitän) eingeschränkt.
Im Winter 1944/1945 schrieb von Mangoldt im Vorgriff auf die zu erwartenden Kriegsverbrecherprozesse zu deren Vorbereitung eine Abhandlung über die „völkerrechtlichen Grundlagen für die Verfolgung von Kriegsverbrechen“. In Übereinstimmung mit den nationalsozialistischen Lehren vertrat er die Ansicht, dass nur das „Kriegsverbrechen im engeren Sinne“ als Begriff des Völkerrechts anzuerkennen sei, nicht aber das Führen eines Angriffskrieges oder das Verbrechen gegen die Menschlichkeit. Die strafrechtliche Verantwortlichkeit von Staatsoberhäuptern schloss er grundsätzlich aus.
Obwohl das Londoner Statut vom 8. August 1945 und das Gesetz des alliierten Kontrollrates Nr. 10 vom 20. Dezember 1945 diese Sicht ausschlossen, wurde von Mangoldts Abhandlung später in Juristenkreisen sehr populär; „man las sie als eine Art völkerrechtliche Erbauungslektüre, als (wenn auch nur ‚geistigen‘) Triumph über die empfundene ‚Siegerjustiz‘ der Alliierten.“

## Nach 1945

### Wirken im Parlamentarischen Rat
Als Mitglied des Parlamentarischen Rates war Mangoldt als Vorsitzender des Ausschusses für Grundsatzfragen und Grundrechte an der Erarbeitung des Grundgesetzes beteiligt. Hier setzte sich Hermann von Mangoldt maßgeblich dafür ein, dass das von Thomas Dehler in der Sitzung des Parlamentarischen Rates am 8. Februar 1949 als „Fessel des Gesetzgebers“ bezeichnete Zitiergebot des Art. 19 Abs. 1 Satz 2 GG, wonach Grundrechte einschränkende Gesetze das eingeschränkte Grundrecht unter Angabe des Artikels nennen müssen, nicht in das Grundgesetz aufgenommen wird. Sein dahingehender Antrag auf Streichung des vormaligen Art. 20c Abs. 1 Satz 2 des Entwurfs zum Grundgesetz von Herrenchiemsee wurde jedoch abgelehnt.
In der Zeit, als das Grundgesetz erarbeitet wurde, gab es Bestrebungen, das Asylrecht im Grundgesetz nur Deutschen, die wegen ihres „Eintretens für Freiheit, Demokratie, soziale Gerechtigkeit oder Weltfrieden“ im Ausland verfolgt werden, gewähren zu wollen, da der Redaktionsausschuss ein Asylrecht für alle politischen Flüchtlinge der Welt als „zu weitgehend“ ansah, weil es ihm zufolge gegenüber diesen „möglicherweise die Verpflichtung zur Aufnahme, Versorgung usw. in sich schließt“ und daher für die Bundesrepublik nicht finanzierbar sei. Von Mangoldt gelang es jedoch, zusammen mit Carlo Schmid (SPD), gegen solche Bedenken durchzusetzen, dass die heutige Formulierung von Artikel 16a des Grundgesetzes allen politisch Verfolgten der Welt ein Recht auf Asyl in der Bundesrepublik garantiert.

### Begründer eines Kommentars zum Grundgesetz
Mangoldt war der Begründer des Grundgesetz-Kommentars Mangoldt-Klein, welcher bis zur siebten Auflage seinen Namen trug und seitdem als Huber/Voßkuhle herausgegeben wird. Der Kommentar gehörte von den frühen Entscheidungen des Bundesverfassungsgerichts an zu den meistzitierten, sodass ein erheblicher Einfluss Mangoldts auf die Rechtsprechung des Bundesverfassungsgerichts angenommen werden kann. Entsprechend der von von Mangoldt bereits im Parlamentarischen Rat vertretenen Auffassung begrüßte der Kommentar auch insbesondere diejenige Judikatur des Bundesverfassungsgerichts, die das Zitiergebot restriktiv auslegte. Er erscheint aktuell in der 8. Auflage bei C. H. Beck in München.

### Politik
Mangoldt war von 1946 bis 1950 Mitglied des Landtages von Schleswig-Holstein. Dem ersten ernannten Landtag gehörte er zunächst als fraktionsloser Abgeordneter an, wurde jedoch im März 1946 Hospitant und Juni 1946 Mitglied der CDU-Fraktion. Hier war er von April bis November 1946 Vorsitzender des Ausschusses für Verfassung und Geschäftsordnung sowie von April 1946 bis April 1947 Vorsitzender des Innenausschusses.
Vom 12. Juni bis zum 22. November 1946 gehörte Mangoldt als Vorsitzender des Hauptausschusses für Innere Verwaltung der von Theodor Steltzer geleiteten Regierung von Schleswig-Holstein an.
1950 zog sich Mangoldt zu Gunsten seiner wissenschaftlichen Tätigkeit aus der Politik zurück.

### Landesverfassungsrichter
Am 25. November 1951 wurde Mangoldt zum Richter am Staatsgerichtshof der Freien Hansestadt Bremen, dem Bremischen Landesverfassungsgericht, gewählt. Dieses Amt übte er bis zu seinem Tode im Jahr 1953 aus. Zu seinem Nachfolger am Staatsgerichtshof wurde der Rechtswissenschaftler Werner Weber gewählt.

## Ehen und Kinder
Hermann von Mangoldt heiratete in erster Ehe am 10. August 1938 in Berlin-Steglitz Ingeborg Oppel. Die Ehe wurde 1948 in Jena geschieden. Aus dieser Ehe gingen zwei Söhne hervor:
- Hans (* 1940), Verfassungsrechtler, ⚭ 1969 Gabriele Fritz (* 1935) (gesch. 1984)
- Manfred (1942–1994), Rechtsanwalt

In zweiter Ehe heiratete Hermann von Mangoldt am 9. April 1949 in Wyk auf Föhr die Rechtsanwältin Waltraut Hunnius (* 1922), Tochter von Carl Hunnius.

## Ehrungen
Im Wohngebiet Klausbrook in Kiel-Wik wurde 1983 die Mangoldtstraße nach ihm benannt.

## Kritik
Von Mangoldt billigte der nationalsozialistischen Rassengesetzgebung die Verfolgung „hoher ethischer Ziele“ zu. Auch die Süddeutsche Zeitung erwähnte ihn in einem Beitrag vom 9. Mai 2012 als „fanatischen Befürworter der Rassengesetze“. Der Musikwissenschaftler Michael Custodis verwendete diese Bezeichnung in einem Vortrag über Friedrich Blume und in Bezug auf von Mangoldts Rolle in dessen Entnazifizierungsverfahren, in dem von Mangoldt trotz seiner Vergangenheit als Vorsitzender in Blumes Spruchkammerverfahren wirkte.